# Carl Georg August Wallin
Carl Georg August Wallin, född 2 februari 1893 i Svanshall i Jonstorps socken i Malmöhus län, död 28 juli 1978 i Jonstorp, var en svensk målare, sjökapten och marinmålare. Han har företrädesvis målat mariner och kustlandskap.

## Biografi
Carl Wallin föddes i Svanshall, en mindre fiskeby vid västra Skälderviken i Malmöhus län i nordvästra Skåne, cirka 25 kilometer norr om Helsingborg, närmaste by söderut är Jonstorp. Han växte upp i en gammal sjömansfamilj, fadern var sjökapten Jöns Andersson och modern var Annette Sofia Andersson. Fadern var kapten på barken ’’Netten’’, som försvann med man och allt, samma år som han föddes 1893, i Nordatlanten. År 1904, då han var 11 år, dog även hans mor. Han växte upp hos sin mormor Oliva Christina Wallin (änka efter Nils Andersson) och fick officiellt namnet Wallin 1907. Han gifte sig 1925 med Anna-Greta Ingeborg Jönsson.
Så snart han gått ur skolan gick han till sjöss. Wallin avlade sjökaptensexamen 1914 och tjänstgjorde sedan som styrman och befälhavare i rederiet Transmarin AB som styrman och befälhavare. Intresset för att börja måla vaknade 1935. Han blev inspirerad av att en steward ombord på den båt, som han förde befäl över, målade landskap som hobby. Han köpte en färglåda och duk i metervara och började måla.
Han lämnade sjömanslivet 1940 för att ägna sig åt marinmålning. Han blev nu marinmålare på heltid. Som konstnär var han autodidakt och bedrev studier av konst under studieresor till bland annat Nederländerna, Tyskland, Frankrike och England. Hans ambition var att återge varje fartyg ”tekniskt riktigt, liksom dess rörelser i sjön och vågornas rytm”. På den uppspända duken skissade han upp fartyg och vågrytm med kol och krita. Därefter gjorde han en undermålning i brunt och ockra. 

## Konstnärskap

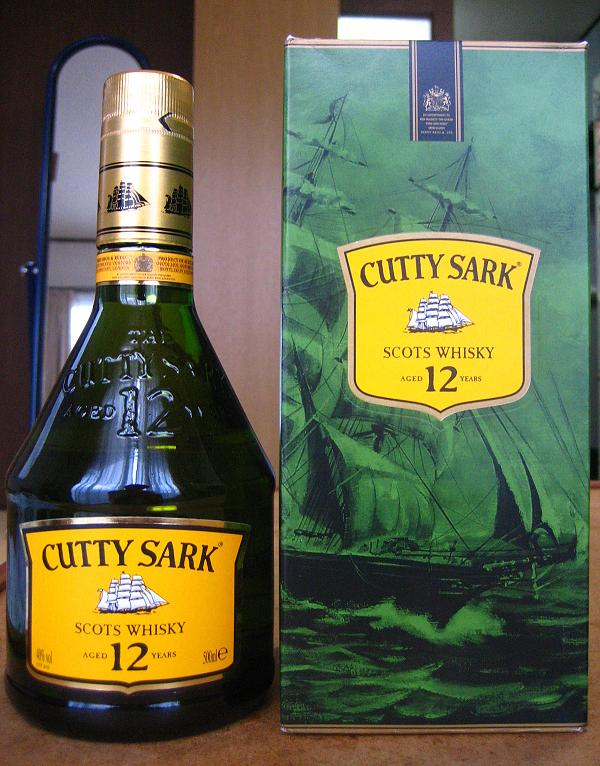
En flaska Cutty Sark med tillhörande låda med Carl Wallins teckning på etiketten.

Cutty Sark under segling

Sin debut gjorde Wallin således i början av 1940-talet, då Broströmsrederierna utlyste en tävlan om en reklambild av skolfartyget Albatross. Han utgick som segrare i tävlingen där intendenten vid Sjöhistoriska Museet, Gerhard Albe, satt med i juryn. Hans genombrott skedde vid en utställning i Göteborgs Handelstidnings lokaler i samband med Albatross sjösättning. Beställningarna strömmade in från olika håll i landet. Till Broströms gjorde han många olljemålningar, omkring 50 stycken, varav en del reproducerades av rederiet och delades ut till agenter och anställda.  Rederi Nordstjernan beställde ett 30-tal målningar av Wallin.
Carl Wallin har målat omkring 700 fartygsmålningar, de flesta var namngivna, oftast fullriggare, men han målade också marina kompositioner och kustlandskap. Många av dåtidens stora rederier beställde målningar av sina fartyg av Carl Wallin. Men även utländska rederier, sjömansföreningar och förbund liksom privata köpare beställde målningar. Carl Wallins teckning av Cutty Sark, som sedan 1955 sitter på etiketten på whiskyflaskorna Cutty Sark, som är en skotsk blended whisky, är säkert hans allra mest kända fartygsmålning. 1953 företog han i studiesyfte en resa som gick till Tyskland, England, Holland, Belgien, Frankrike, Algeriet, Cypern, Grekland, Egypten, Libanon, Syrien, Turkiet och Italien.
Wallin var bosatt i Svanshall där han också hade sin ateljé. Han var initiativtagare till bildandet av sjöfartsmuseet i Svanshall grundat 1959 och inrymt i däckshuset till S/S Ribersborg. Ofta kom kunderna på besök och gjorde beställningar. Som avkoppling ifrån målandet hade han segling och fritidsfiske. Många av hans tavlor har hamnat lite runt om i världen. Wallin blev verksam ända till sitt sista år, 1978, då han avled 85 år gammal. Carl Georg August Wallin och hans hustru, Anna-Greta Ingeborg Wallin (25/10 1904 - 29/6 1984), ligger båda begravda på Jonstorps kyrkogård i Farhult-Jonstorps församling i Höganäs kommun.
Han deltog regelbundet i utställningen "Kulla-konst" i Höganäs, bland annat vid 10-årsjubileet 1950, och han har framträtt separat i Malmö, Höganäs museum 1956 och i Arild i Skåne 1964 samt på Sjöhistoriska museet i Stockholm 1969. Efter hans död ordnades en stor utställning på Höganäs museum 1983.